# Torsten Hecht
Torsten Hecht (auch Axel Torsten Hecht; * 7. April 1903 in Kiel; † 1974) war ein deutscher Bühnenausstatter, der 1933 wegen seiner jüdischen Herkunft entlassen wurde und nach Frankreich emigrierte. Nach dem Ende des Zweiten Weltkriegs lebte und arbeitete er wieder in Deutschland.

## Leben
Torsten Hecht war der Sohn des Anglisten Hans Hecht und dessen erster Ehefrau, der aus Finnland stammenden Philosophin und Übersetzerin Hanna Lindberg (* 17. Dezember 1869 in Loppi; † 5. Mai 1909 in Basel). Nach dem frühen Tod der Mutter lebten Hans und seine jüngere Schwester Ingeborg, die spätere Ingeborg Klohn, Autorin zahlreicher ethnologischer Publikationen, während des Ersten Weltkriegs bei ihrer Großmutter Helene Hecht in Mannheim.
Wo und welche Ausbildung Torsten Hecht absolvierte, ist nicht bekannt. Berufliche Station vor 1933 des seit dem 27. Dezember 1927 mit der Tänzerin Martha Karst (* 3. April 1900 in Wiesbaden; † 18. Juli 1986) verheirateten  Bühnenbildners Hecht finden sich bei Kurt Pietschmann und stehen alle im Zusammenhang mit Wagner-Aufführungen in Karlsruhe. Diese Hinweise betreffen die Jahre 1929 bis 1932 und Hechts Verantwortung für die jeweiligen Bühnenbilder. Nach Josef Werner war Hecht im Frühjahr 1933 Ausstattungsleiter am Badischen Landestheater.:S. 501
Einen weit umfangreicheren Überblick über Theaterproduktionen, an denen Hecht mitgearbeitet hat, gibt das Verzeichnis der szenischen Grafik in der Theaterwissenschaftlichen Sammlung der Universität zu Köln. Hier werden aus der Zeit von 1927 bis 1933 18 Bühnenbildentwürfe von Torsten Hecht dokumentiert, die klassische Theaterwerke (Shakespeare, Goethe, Ibsen) ebenso betreffen wie Werke moderner Autoren (zum Beispiel Sergej Tretjakow, Kurt Weill, Paul Kornfeld oder Carl Zuckmayer).
Mit dem Machtantritt der Nationalsozialisten endete Torsten Hechts Arbeit in Karlsruhe. Aufgrund der jüdischen Abstammung väterlicherseits galt er den Nazis als Jüdischer Mischling ersten Grades. Sein Arbeitgeber wurde deshalb durch eine Verfügung des Kommissars für das Ministerium des Kultus und Unterrichts vom 15. März 1933 aufgefordert, Hechts Vertrag zum Ende der laufenden Spielzeit nicht mehr zu verlängern.:S. 67
Was Torsten Hecht nach seiner Karlsruher Entlassung tat, wird von Josef Werner nur unvollständig referiert. Bei ihm heißt es: „Hecht war nach seiner Entlassung zwei Jahre lang Bühnenbildner am deutschsprachigen Theater in Straßburg. Anschließend ging er nach Bordeaux, wo er den Krieg über lebte, war dort als Spielwarenentwerfer und -fabrikant tätig.“:S. 501 Dazwischen lagen allerdings noch andere Stationen.
Am 11. Februar 1940 unterzeichnete Torsten Hecht im Internierungslager Camp de la Braconne ein Formular für „Ausländer, die im Besitz eines normal gültigen Personalausweises sind und erklären, dass sie Flüchtlinge sind und Asyl beantragen“ Darin erklärte er: „Ich, der Unterzeichner Hecht, erkläre, dass ich nach Frankreich geflohen bin. Ich erkenne hiermit an, dass ich den Dienstleistungen unterliege, die durch das Gesetzesdekret vom 12. April 1939 vorgeschrieben sind.“ Hecht bestätigte in dem Formular auch, dass er im Besitz eines von der Präfektur des Département Bas-Rhin ausgestellten Identitätsausweises war und von Beruf industriel dessinateur (Industriezeichner). Der Ausweis aus dem Département Bas-Rhin kann als Bestätigung des von Josef Werner erwähnten Straßburg-Aufenthalts gelten, da die Stadt der Hauptort dieses Départements ist, und die von Hecht gewählte Berufsbezeichnung passt auch zu der von Werner genannten Tätigkeit als „Spielwarenentwerfer und -fabrikant“. Ein Bezug zu Bordeaux ergibt sich daraus allerdings nicht.
Die Erklärung, die Hecht unterschrieben hatte, machte ihn zu einem dem französischen Staat gegenüber verpflichteten Dienstleister (Prestataire), die in „Compagnies de prestataires“ (Dienstleister-Kompanien, auch Compagnies de Trabvailleurs Étrangers – CTE –, Fremdarbeiterkompagnien) zusammengefasst waren. Unter welchen Bedingungen er diesen Schritt tat, und weshalb im Lager La Braconne, ist nicht bekannt. Von seinem Aufenthalt dort zeugen über das Formular hinaus nur die zwei von ihm angefertigten Aquarelle, die Aufbauarbeiten im Lager dokumentieren. Wie lange er sich hier aufhielt, ist ungewiss. Robert Grünbaum, dessen Vater und Onkel ebenfalls in La Braconne interniert waren, berichtete, dass die beiden zusammen mit Torsten Hecht das Lager verlassen hätten, um sich in Saint-Astier (Dordogne) einer CTE anzuschließen. Nach der Fondation Pour La Memoire De La Deportation (FMD) könnte das frühestens im Dezember 1942 geschehen sein, denn dieses Lager für die CTE-Nachfolgeorganisation Groupements de Travailleurs Etrangers (Gruppen ausländischer Arbeitnehmer, GTE.) wurde laut FMD erst am 20. Dezember 1942 eingerichtet und blieb bis zum 15. Mai 1943 bestehen.
Grünbaum berichtet weiter, Hecht habe in der Region Périgueux gelebt und geschäftliche Verbindungen zu dem Kaufhaus Monoprix de Périgueux unterhalten. Dies habe es ihm ermöglicht, Grünbaums Mutter, die Hecht und dessen Frau von Karlsruhe her kannte, etwas Arbeit zu verschaffen: Sie stellte mit Sägemehl gefüllte Bälle her, die über das Kaufhaus verkauft wurden. Ob das die von Josef Werner (siehe oben) erwähnte „Spielwarenentwicklung und -fabrikation“ war,  lässt sich nicht weiter klären.
Eine ergänzende Darstellung über Hechts Jahre in Frankreich gibt dessen Neffe Wulf Klohn, der Sohn von Hechts Schwester Ingeborg (siehe oben). Der erste Satz deutet an, wann Hecht Straßburg verlassen hat.

„Torsten machte sich zur Zeit des Drole de guerre auf den Weg ins tiefe Frankreich. Später schloss er sich der Résistance an und nahm die französische Staatsbürgerschaft unter dem Namen Alex Brochet an (Brochet ist die Übersetzung von Hecht). Torsten hinkte ein wenig aufgrund eines Einschusses, den er während seiner Tätigkeit in der Résistance erhalten hatte. Er war in Algerien, aber was er dort sah, gefiel ihm nicht. Er wurde französischer Soldat und schloss sich der Kolonne De Lattre de Tassigny an, mit der er über den Rhein bei Karlsruhe nach Deutschland zurückkehrte. Dort verabschiedete er sich vom Militär und nahm seine zivilen Tätigkeiten wieder auf.“

Nach Josef Wolf kam Torsten Hecht erst 1948 wieder nach Karlsruhe zurück. Er habe danach am Badischen Staatstheater sowie an Theatern in Baden-Baden, Heidelberg und Pforzheim an zahlreichen Aufführungen mitgewirkt.:S. 501 Das Verzeichnis der szenischen Grafik in der Theaterwissenschaftlichen Sammlung der Universität zu Köln erwähnt für die Nachkriegszeit Hechts Mitwirkung an Friedrich Schillers Maria Stuart (Dortmund, 1950/51) und an Goethes Walpurgisnachtstraum (Karlsruhe, 1953).
Nach Pietschmann knüpfte Torsten Hecht aber auch noch einmal an seine Wagner-Ausstattungen an und wirkte 1951 in Karlsruhe an einer Neuinszenierung des Fliegenden Holländers mit. Zu dieser Inszenierung habe Hecht „malerisch-illustrative Bühnenbilder“ beigesteuert.:S. 85 Bei den zwischen 1960 und 1962 aufgeführten drei Teilen des Ring des Nibelungen zeichnete er als Gast für die Kostüme und die Ausstattung verantwortlich.:S. 83 f. Er habe schon bei der Rheingold-Inszenierung (1960) „den Gegnern Neubayreuther Stils keinen Anlaß zur Klage“ gegeben und bei der Walküre-Inszenierung mit seinen Kostümen eine moderne Gestaltungsweise gewählt, die sich durch die „Betonung des Raumes gegenüber dem Bild, die sich mit der von Bedeutung und Atmosphäre der Situation bestimmten Farbsymbolik verbindet“, ausgezeichnet habe. „Hecht ließ das Licht die Handlung begleiten. Er schaltete … den vollen Zauber der Lichtdramaturgie ein.“:S. 96
Auf weitere Theaterarbeiten von Hecht nach diesen Karlsruher Inszenierungen gibt es keine Hinweise. In seinen letzten Lebensjahren hat er nach Josef Werner vornehmlich als Innenarchitekt gearbeitet.:S. 501

## Würdigung
Vom 29. August bis zum 15. Oktober 1975 zeigte die Badische Landesbibliothek die Ausstellung Theaterarbeit. Gegenstand der Ausstellung war auch die Entwicklung des Kulissengestaltung vom 19. Jahrhundert bis zur Gegenwart, und in diesem Kontext wurden auch Entwürfe von Torsten Hecht gezeigt.

## Werke
- Unserer Lieben Frau. Dichtungen der deutschen Mittelalters gesammelt und mit Federzeichnungen geziert, Verlag Walter Momber, Freiburg i. B. 1923 (Nachweis im Katalog der Deutschen Nationalbibliothek)
- Träume von Gottfried Keller. Zum Jahresfest der Eisenacher Bibliophilen-Vereinigung herausgegeben von Conrad Höfer. Mit sechs Steinzeichnungen von Torsten Hecht, Eisenach 1925. „Torsten Hechts sechs Steinzeichnungen deuten den Charakter der Traumdichtungen überraschend fein, und so mag der Bibliophile seine Freude an diesem bereichernden Schmuck haben. Torsten Hecht überwachte auch die Herstellung der Einbandpapiere, die in ihren zarten Farben sich mit dem pergamentenen Rücken zum festlichen Ganzen einen.“[16]
- Licht- und Formprobleme des modernen Bühnenbildes, in: Georg Anschütz (Hrsg.): Farbe -Ton-Forschungen, III. Band, Psychologisch = ästhetische Forschungsgesellschaft [Originalschreibweise], Hamburg 1931 S. 42–56. (Online Inhaltsverzeichnis & Online kompletter Text)
- Shakespeare und das Problem der Raumbühne, in: Shakespeare Jahrbuch, Band 69, 1933, S. 121–130.
- Aquarelle aus dem Alltag des Lebens im Lager La Braconne (vermutlich 1940)[4]